# Список учебных заведений Минска
В Минске (столица Беларуси) расположены 22 вуза государственной формы собственности и 8 частных вузов, действуют более 200 средних общеобразовательных школ, более 25 гимназий, 29 средних специальных учебных заведений (ссузов).
Во многих творческих кружках обучение бесплатное.

## Список учреждений высшего образования

### Государственной формы собственности
- Академия Министерства внутренних дел Республики Беларусь
- Академия управления при Президенте Республики Беларусь
- Белорусская государственная академия авиации
- Белорусская государственная академия связи
- Белорусская государственная академия искусств
- Белорусская государственная академия музыки
- Белорусский государственный аграрный технический университет
- Белорусский государственный медицинский университет
- Белорусский государственный педагогический университет имени Максима Танка
- Белорусский государственный технологический университет
- Белорусский государственный университет
- Белорусский государственный университет информатики и радиоэлектроники
- Белорусский государственный университет культуры и искусств
- Белорусский государственный университет физической культуры
- Белорусский государственный экономический университет
- Белорусский национальный технический университет
- Военная академия Республики Беларусь
- Университет гражданской защиты МЧС Республики Беларусь
- Минский государственный лингвистический университет
- Институт пограничной службы Республики Беларусь[2]

### Негосударственной формы собственности
- Международный университет «МИТСО»
- Институт современных знаний им. А. М. Широкова
- Институт управления и предпринимательства
- Институт парламентаризма и предпринимательства

## Список учреждений среднего специального образования

### Государственной формы собственности
- Минский государственный машиностроительный колледж
- Минский государственный технологический колледж
- Минский государственный энергетический колледж
- Минский торговый колледж
- Минский государственный художественный колледж имени А. К. Глебова
- Минский государственный автомеханический колледж имени академика М. С. Высоцкого
- Минский государственный политехнический колледж
- Минский государственный архитектурно-строительный колледж
- Минский государственный музыкальный колледж имени М. И. Глинки
- Республиканская гимназия-колледж при Белорусской государственной академии музыки
- Минский государственный колледж искусств
- Минская государственная гимназия-колледж искусств имени И. О. Ахремчика
- Минский государственный медицинский колледж
- Белорусский государственный медицинский колледж
- Минский государственный колледж технологии и дизайна лёгкой промышленности
- Юридический колледж Белорусского государственного университета
- Белорусская государственная хореографическая гимназия-колледж
- Минский финансово–экономический колледж
- Минское государственное областное училище олимпийского резерва
- Минское государственное городское училище олимпийского резерва
- Республиканское государственное училище олимпийского резерва
- Минский лингвогуманитарный колледж УО МГЛУ
- Белорусская государственная академия авиации
- Белорусская государственная академия связи
- Белорусский государственный колледж промышленности строительных материалов
- Индустриально-педагогический колледж
- Колледж современных технологий в машиностроении и автосервисе
- Минский радиотехнический колледж
- Минский городской педагогический колледж
- Минский государственный колледж сферы обслуживания
- Минский государственный колледж электроники
- Государственный профессионально-технический колледж хлебопечения
- Минский государственный механико-технологический профессионально-технический колледж
- Минский государственный профессионально-технический колледж декоративно-прикладного искусства имени Н. А. Кедышко
- Минский государственный профессионально-технический колледж железнодорожного транспорта имени Е. П. Юшкевича
- Минский государственный профессионально-технический колледж кулинарии
- Минский государственный колледж сервиса и технологий
- Минский государственный профессионально-технический колледж лёгкой промышленности и комплексной логистики
- Минский государственный профессионально-технический колледж монтажных и подъемно-транспортных работ
- Минский государственный профессионально-технический колледж полиграфии имени В. З. Хоружей
- Минский государственный профессионально-технический колледж строителей имени В. Г. Каменского
- Минский государственный профессионально-технический колледж строительства и коммунального хозяйства
- Минский государственный профессионально-технический колледж торговли
- Минский государственный профессионально-технический колледж швейного производства

### Негосударственной формы собственности
- Колледж бизнеса и права
- Минский колледж предпринимательства